# Румунија на Светском првенству у атлетици на отвореном 2019.
Румунија је на 17. Светском првенству у атлетици на отвореном 2019. одржаном у Дохи од 27. септембра до 6. октобра учествовала седамнаести пут, односно учествовала је на свим првенствима до данас. Репрезентацију Румуније представљало је 10 такмичара (4 мушкарца и 6 жена) који су такмичили у 9 дисциплина (4 мушке и 5 женских)., 
На овом првенству такмичари Румуније нису освојили ни једну медаљу. У табели успешности према броју и пласману такмичара који су учествовали у финалним такмичењима (првих 8 такмичара) Румунија је са 2 учесника у финалу делила 42 место са 8 бодова.
| Плас. | Земља    | 1. место | 2. место | 3. место | 4. место | 5. место | 6. место | 7. место | 8. место | Бр. финал. | Бод. |
| ----- | -------- | -------- | -------- | -------- | -------- | -------- | -------- | -------- | -------- | ---------- | ---- |
| =42.  | Румунија | 0        | 0        | 0        | 1        | 0        | 1        | 0        | 0        | 2          | 8    |

## Учесници
| Мушкарци: - Нарцис Стефан Михаил — Ходање 50 км - Андреј Гаг — Бацање кугле - Алин Александру Фирфирика — Бацање диска - Александру Новак — Бацање копља | Жене: - Клаудија Бобоча — 1.500 м - Данијела Станчу — Скок увис - Алина Ротару — Скок удаљ - Florentina Costina Iusco — Скок удаљ - Елена Пантуроју — Троскок - Бјанка Перије-Гелбер — Бацање кладива |  |

## Резултати

### Мушкарци
| Атлетичар                 | Дисциплина   | Лични рекорд | Квалификације | Квалификације | Полуфинале           | Полуфинале   | Финале               | Финале       | Детаљи |
| Атлетичар                 | Дисциплина   | Лични рекорд | Резултат      | Место         | Резултат             | Место        | Резултат             | Место        | Детаљи |
| ------------------------- | ------------ | ------------ | ------------- | ------------- | -------------------- | ------------ | -------------------- | ------------ | ------ |
| Нарцис Стефан Михаил      | 50 км ходање | 3:58:17      |               |               |                      |              | 4:13:56              | 10 / 28 (46) |        |
| Андреј Гаг                | Бацање кугле | 21,06 НР     | 20,50         | 7. у гр. Б    |                      |              | Није се квалификовао | 17 / 34 (35) |        |
| Алин Александру Фирфирика | Бацање диска | 67,32        | 65,05 кв      | 2. у гр А     | 66,46                | 4 / 31 (32)  |                      |              |        |
| Александру Новак          | Бацање копља | 86,37 НР     | 82,12         | 6. у гр Б     | Није се квалификовао | 13 / 30 (32) |                      |              |        |

### Жене
| Атлетичарка              | Дисциплина     | Лични рекорд | Квалификације | Квалификације | Полуфинале            | Полуфинале   | Финале                | Финале       | Детаљи |
| Атлетичарка              | Дисциплина     | Лични рекорд | Резултат      | Место         | Резултат              | Место        | Резултат              | Место        | Детаљи |
| ------------------------ | -------------- | ------------ | ------------- | ------------- | --------------------- | ------------ | --------------------- | ------------ | ------ |
| Клаудија Михаела Бобоча  | 1.500 м        | 4:02,27      | 4:07,76 КВ    | 5. у гр. 3    | 4:18,25               | 12. у гр. 1  | Нису се квалификовале | 24 / 43 (44) |        |
| Данијела Станчу          | Скок увис      | 1,96         | 1,85          | 13. у гр. А   |                       |              | Нису се квалификовале | 24 / 29      |        |
| Алина Ротару             | Скок удаљ      | 6,91         | 6,72 кв       | 3. у гр А     | 6,71                  | 6 / 31       |                       |              |        |
| Florentina Costina Iusco | Скок удаљ      | 6,92         | 6,22          | 15. у гр. Б   | Није се квалификовала | 29 / 31      |                       |              |        |
| Елена Пантуроју          | Троскок        | 14,47        | 14,12 кв      | 6. у гр. Б    | 14,07                 | 11 / 26 (28) |                       |              |        |
| Бјанка Перије-Гелбер     | Бацање кладива | 73,52        | 68,65         | 10. у гр Б    | Није се квалификовала | 18 / 30      |                       |              |        |